# Aunay-sous-Auneau
Aunay-sous-Auneau is een gemeente in het Franse departement Eure-et-Loir (regio Centre-Val de Loire). De gemeente behoort tot het kanton Auneau van het arrondissement Chartres. Aunay-sous-Auneau telde op 1 januari 2022 1.511 inwoners.

## Geografie
De oppervlakte van Aunay-sous-Auneau bedroeg op 1 januari 2022 19,41 vierkante kilometer; de bevolkingsdichtheid was toen 77,8 inwoners per km².

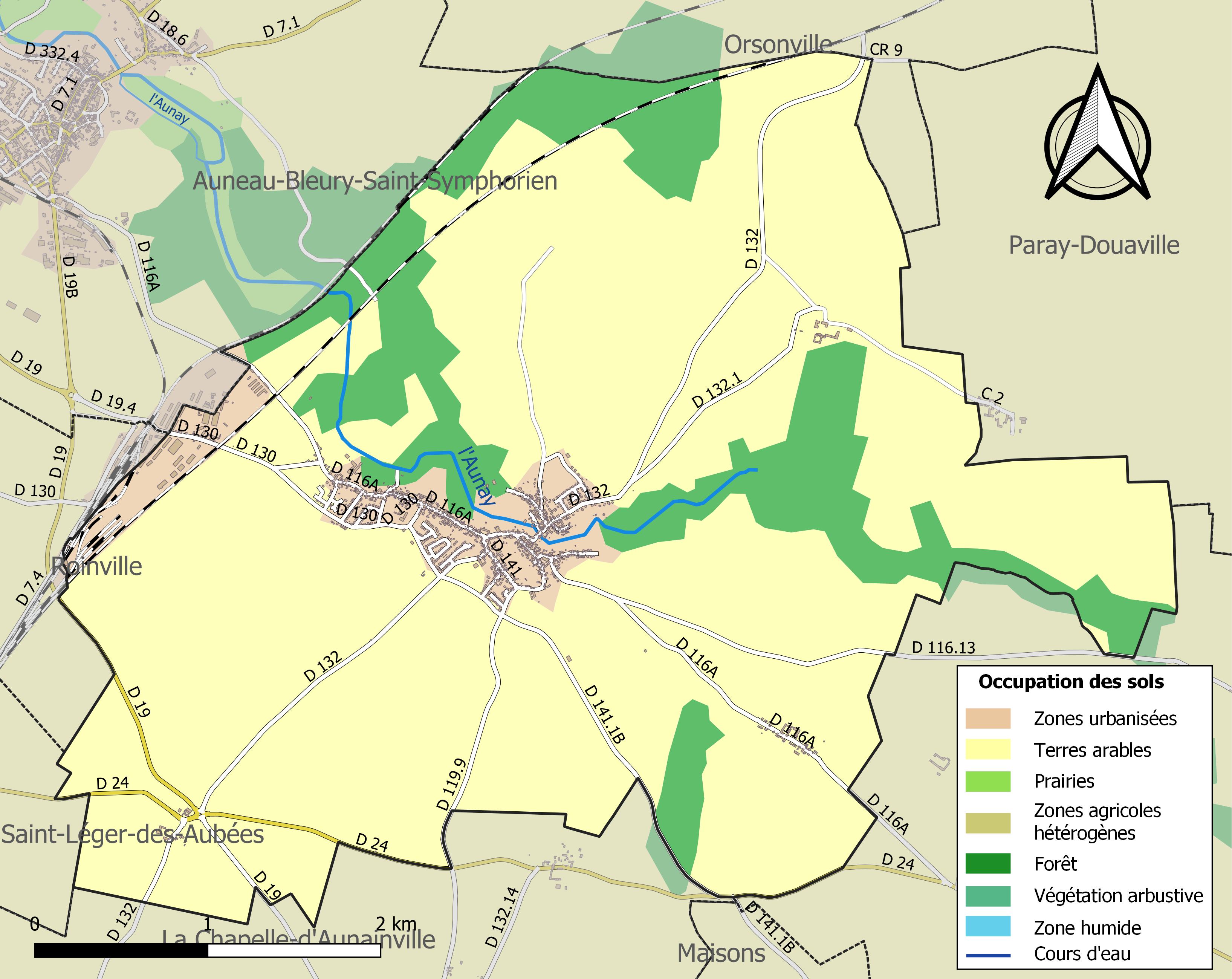
Kaart van de gemeente met belangrijkste infrastructuur, bodemgebruik en omliggende gemeenten

## Demografie
Onderstaande figuur toont het verloop van het inwonertal (bron: INSEE-tellingen).